# Il Re Torrismondo
Il Re Torrismondo (Deutsch in etwa: König Torrismondo) ist eine Tragödie in fünf Akten bzw. 3.340 Versen von Torquato Tasso von 1587.

## Inhalt
Der letzte Abschnitt des Inhalts (1.7) bezieht sich auf die wesentlichen Unterschiede zwischen Il Re Torrismondo und einer unvollendeten und lange Zeit unveröffentlicht gebliebenen Urfassung mit dem Titel Galealto Re di Norvegia (Deutsch in etwa: Galealto, König Norwegens).

### Zueignung
Die Zueignung ist Vincenzo Gonzaga, dem Herzog von Mantua und Monferrato gewidmet und auf den 1. September 1587 datiert. Die Meinungen über seine Tragödie, so Tasso, gingen insofern auseinander, dass die einen sagten, dass sie ernst und schmerzlich und deshalb eher für Erwachsene geeignet sei, die anderen hingegen der Meinung seien, dass sie die Empfindungen errege und die Menschen rühre, weshalb sie für Jugendliche besser geeignet sei. Da Vincenzo Gonzaga zwar noch jung, aber von seinem Verhalten her bereits sehr ernst und umsichtig sei, sei die Tragödie bestens für ihn geeignet, aber auch, da sie nach Aristoteles jede andere Gattung an Vollkommenheit überbiete. Gonzaga kenne sich sowohl in der Waffenkunst als auch in den schönen Künsten nicht nur aus, sondern zeige sich auch in ihrer Ausübung begabt. Tasso hebt hierbei dessen dichterische Begabung hervor. Einem derart vollkommenen Fürsten widme er deshalb eine vollkommene Dichtung, die allerdings die Verdienste des Fürsten keineswegs aufwiegen könne. Tasso hofft dementsprechend, dass der Fürst diese in nicht mit Verachtung strafe, zumal Tassos Zuneigung gegenüber dem Fürsten in dem Maße steige, wie er wisse, dass auch der Fürst ihm gegenüber Zuneigung hege. In einem Aspekt passe die Tragödie allerdings nicht zum Fürsten: Die Personen darin seien alle im Gegensatz zum Fürsten todunglücklich. Allerdings könnten die Elendigen den Glücklichen, also auch dem Fürsten als Lehre dienen, insofern als es in der Tragödie Elemente gebe, die ihm zur Nachahmung dienen könnten. Einige Elemente verdienten Lob, andere Tadel; manche könnten den Fürsten heiter, andere traurig stimmen. Die Tragödie könne zudem dazu dienen, den Geist des Fürsten zu läutern und auf diese Weise seine Leidenschaften zu zügeln, so dass der Schmerz der anderen seinem Glück, ihre Torheit seiner Umsicht, und ihr Unglück seinem Gedeihen dienten. Er wünscht dem Fürsten, dass Gott alles Übel von seinem Haus abwende und es in den hohen Norden verbanne, wo die Handlung der Tragödie spielt. Tasso wolle an der Freude des Fürsten teilhaben, da der Fürst ihn in sein Haus aufgenommen habe und da Tasso nicht so unglücklich sein wolle wie die Handlung seiner Dichtung. Selbst wenn die Dichtungen böse enden würden, sei dies zum Guten des Adressaten. Auf diese Weise soll die vorliegende Tragödie, die nun dem Fürsten gehöre und im Vergleich zu anderen Werken zu Ruhm und Ehre gelangen werde, seinem Großmut als Denkmal dienen und in den entferntesten Gegenden des Nordens in den unterschiedlichsten Sprachen Gehör und Verbreitung finden.

### Erster Akt

#### Szene 1–3 (Vers 1–826)
- Die zuvor von Alpträumen geplagte Prinzessin Alvida befindet sich mit ihrer Amme im Schloss des Goten-Königs Torrismondo, der zuvor in Norwegen bei ihrem Vater Araldo erfolgreich um ihre Hand angehalten hatte, allerdings mit dem Versprechen, den Tod Alvidas Bruder zu rächen, der durch die Schweden ermordet wurde. Nun soll die Hochzeit im Schloss Torrismondos stattfinden. Alvida hat des Nachts geträumt, dass ihr der Verlobte, Torrismondo, geraubt wird und dass die Mauern des Schlosses Blut ausströmen. Von den Gräbern der Ahnen sind Geister aufgestiegen, die sie dazu gedrängt hatten, sich in eine Höhle zu flüchten, in der sie hinterher eingeschlossen werde. Hinzu kommt, dass Alvida und Torrismondo auf der Reise von Norwegen zu Torrismondos Schloss miteinander geschlafen haben und Torrismondo aus der Sicht Alvidas ihr nun die kalte Schulter zeigt. Außerdem befindet sich Alvida schon seit 20 Tagen im Schloss Torrismondos, ohne, dass je eine Trauung stattgefunden hätte.
- Was Alvida nicht weiß, ist, dass der Grund für das lange Warten eine Abmachung zwischen Torrismondo und seinem Freund Germondo, dem König von Schweden ist. Da Germondo aufgrund der Tatsache, dass er der Mörder von Alvidas Bruder ist, mehrere Male erfolglos bei Araldo um die Hand Alvidas angehalten hat, ist er mit Torrismondo darin übereingekommen, dass Letzterer um ihre Hand anhält und sie schließlich im Falle des Erfolgs Germondo überlässt. Aufgrund der Entjungferung Alvidas ist Torrismondo von Gewissensbissen gegenüber Germondo geplagt. Wie aus einem Gespräch zwischen Torrismondo und seinem einstigen Erzieher und gegenwärtigen Berater hervorgeht, hat Torrismondo Germondo kennengelernt als er einst den väterlichen Palast verlassen hatte, um die Welt kennenzulernen. Sie sind beste Freunde geworden. Torrismondo hat an den Feldzügen Germondos teilgenommen. Eines Tages hat sich Germondo nach Norwegen auf ein Turnier begeben, auf dem auch Alvida zugegen war. Im Nu hat er sich in sie verliebt. Seine Liebe hat Germondo lange Zeit gehegt, jedoch niemandem außer Torrismondo offenbart. Nach dem Turnier hat Germondo auf etlichen Wegen versucht, mit Alvidas Vater Frieden zu schließen, doch dieser hat sich in seinem Zorn über die Ermordung seines Sohnes immerfort geweigert. Die Ablehnung Araldos hat bei Germondo nicht zu Resignation geführt, sondern, im Gegenteil, seine Liebe nur weiter geschürt, so dass Germondo zu dem Entschluss gekommen ist, wenn nötig Araldo Alvida durch eine List zu rauben. Aufgrund der List hat Torrismondo zudem gegen seine Prinzipien verstoßen und in Bezug auf die Rächung des Todes von Alvidas Bruder einen Meineid geschworen. Da Torrismondo seine gegenwärtige Situation unerträglich ist, gedenkt er sich das Leben zu nehmen. Ein weiterer Grund, den Torrismondo für seinen Selbstmord anführt ist der, dass er auf diese Weise die eheliche Bindung zwischen Alvida und Germondo moralisch wieder ins Lot bringt. Alvida wäre demnach eine Witwe und wieder heiratsfähig und der Frevel Torrismondos gegen seinen Freund wäre zudem gerächt. Des Weiteren macht er sich Sorgen, dass durch die Nacht, die er mit Alvida verbracht hat, diese nun schwanger sein und ein Bastard das Königreich Schweden anführen könne.
- Der Berater versucht Torrismondo zu beruhigen, dass Alvida niemals der Ehe mit einem Todfeind ihres Geschlechts zustimmen werde. Zudem rät er Torrismondo, Germondo zum Tausch für Alvida seine Schwester Rosmonda geben, die weit schöner sei als Alvida. Doch Torrismondo denkt weiter an Selbstmord.

#### Chor (827–912)
Der Chor der Goten besingt die Weisheit, die wie Minerva dem Gehirn Jupiters entsprungen ist. Die Weisheit solle dem Norden, dem Geburtsort Mars’ Ruhe und Frieden bringen, auch wenn der Norden ihr noch fremd und Rom ihr Zuhause sei. Der Chor spielt als Beispiel für die kriegerische Art der Goten auf die Feldzüge gegen Konstantinopel und die Plünderung Roms 410 an. Die Goten hätten sich dadurch großen Ruhm erworben. Zudem habe es auch im Reich der Goten Titanen, Götter und Helden gegeben, die jedoch von denen der klassischen Antike verschieden gewesen seien. Die Weisheit solle Torrismondo helfen, zumal dieser auf eine lange Reihe berühmter Vorfahren zurückblicken könne. Lange solle Torrismondo leben und die Welt in Angst und Schrecken versetzen, sollte die Welt sich den Goten widersetzen oder diese kränken. Da bei den Goten keine Olivenbäume, Symbol des Friedens, wüchsen, solle sich die Weisheit eine andere Pflanze zum Symbol des Friedens erwählen und auf diese Weise die Fehler der Goten berichtigen.

### Zweiter Akt

#### Szene 1–6 (913–1470)
Nachdem ein Bote Germondos Torrismondo die Nachricht von der bevorstehenden Ankunft seines Freundes bringt, fordert die Königin, d. h. die Mutter Torrismondos Rosmonda auf, sich für diesen herzurichten. Rosmonda, die eigentlich ins Kloster gehen wollte, folgt dem Willen ihrer Mutter, jedoch nur ungern, zumal diese andeutet, dass Rosmonda Germondo ehelichen solle. Torrismondo trägt indessen seinen Untertanen die zur Hochzeit und zum Empfang Germondos notwendigen Vorbereitungen auf.

#### Chor (1471–1518)
Der Chor besingt die Tugenden Rosmondas, d. h. die Aufrichtigkeit und Keuschheit. Er singt über den Wunsch Rosmondas, wie die Frauen in der nordischen Antike eine Jägerin zu werden und ein Heer gegen die Gegner ihres Landes anzuführen. Der Chor vergleicht die von Rosmonda ersehnte Lebensweise mit der einer Amazone. Der Chor fragt sich zugleich, welcher Held sich des Sieges über sie rühmen könnte, wenn es ihm doch nicht gelänge ihr Herz zu erobern. Anschließend beschwört der Chor Fama (d. h. den Ruhm), dass diese Rosmonda die antiken Heldinnen näher bringen möge, damit diese keusch bleibe. Fortuna möge ihre Unglückspfeile woandershin schießen, wenn es Fama gelänge, sie zu überzeugen (und sie Germondo dann nicht heiraten würde).

### Dritter Akt

#### Szene 1–7 (1519–1952)
Während der Berater Torrismondos sich anschickt, Germondo davon zu überzeugen Rosmonda statt Alvida zu ehelichen, verrät Rosmonda in einem Monolog, dass sie nicht die Person ist, für die sie gehalten wird. Torrismondo begegnet Germondo und deutet ihm gegenüber an, dass Germondo Alvida nicht wird ehelichen können, doch Germondo versteht ihn nicht ganz und versichert ihm, dass nicht auf der Welt ihre Freundschaft werde zerstören können. Alvida wiederum erhält vermittels eines Boten Geschenke von Germondo. An den Geschenken, erkennt Alvida, dass Germondo der Mörder ihres Bruders war und dass er sich ihr symbolisch unterwirft, um ihr für den Mord genüge zu tun. Die Übergabe und Deutung der Geschenke ist zudem Anlass, die Geschichte vom Tod des Bruders Alvidas detaillierter zu erzählen. Alvidas Bruder ist gestorben, weil er noch jung und unerfahren war. Er wurde vom Vater als Verbündeter der Dänen gegen die Schweden in den Krieg geschickt. Als der Krieg vorüber gewesen war, hat Araldo ein Turnier organisiert. Auf dem Turnier hat sich ein Ritter siegreich erwiesen, der durch den Panzer geschützt, seine Identität nicht preisgeben wollte. Der Preis für den Sieg ist eine Lanze und eine Krone gewesen, die Alvida ihm übergeben habe. Die Lanze und die Krone sind Teil der Geschenke, die Alvida von Germondo bekommen hat. Sie glaubt, dass es sich bei dem unbekannten Ritter um handelt oder dass Germondo dem unbekannten Ritter beide Trophäen abgenommen hat. Sie fragt sich zudem, wer von den beiden – Torrismondo oder Germondo – sie da gerade auf die Probe stellt. Diese Verwirrung ist der Tatsache geschuldet, dass Alvida nichts von der List der beiden Freunde weiß. Jedenfalls haben die Geschenke eine einschüchternde Wirkung auf Alvida.

#### Chor (1953–2011)
Es wird an die Liebe appelliert, die im Krieg immer siegreich sei und auch auf der Erde ihren Siegeszug antreten, Leid und Qualen besiegen und den drohenden Zwist zwischen den Menschen (in Anspielung auf die heikle Situation, in der sich Torrismondo und Alvida befinden) abwenden solle. Der Chor kommt zu dem Schluss, dass wahre Freundschaft wahre Liebe sei.

### Vierter Akt

#### Szene 1–6 (2012–2714)
- Der Berater Torrismondos empfiehlt in salbungsvollen Worten Germondo, dass dieser Rosmonda heiraten solle. Germondo entscheidet sich schließlich schweren Herzens dafür, die Freundschaft zu Torrismondo über die Liebe zu Alvida zu stellen.
- In einem Gespräch zwischen Rosmonda und Torrismondo offenbart sie ihm, dass sie nicht seine leibliche Schwester, sondern die Tochter einer Adligen aus Irland ist. Die Mutter nicht mit Torrismondo verwandten Rosmonda war eine Gefangene eines Feldzugs Torrismondos Vater gegen Irland gewesen. Ihrer leiblichen Mutter hatte die nicht mit Torrismondo verwandte Rosmonda am Sterbebett geschworen, sich Gott zu weihen, d. h. ins Kloster zu gehen. Torrismondos Schwester wurde hingegen bis zum ersten Lebensjahr in einer Höhle in der Nähe des Palastes, in dem nun Torrismondo weilt, versteckt gehalten und anschließend weggebracht, da man Torrismondos Vater Übles über seine Nachfolge prophezeit hatte. Der Diener, der das Mädchen fortgebracht hatte, nannte sich Frontone. Torrismondo heißt der falschen Rosmonda nach ihrer Schilderung Stillschweigen zu bewahren. Er ist verzweifelt, weil er Germondo nun nicht einmal mit Rosmonda verheiraten kann und lässt den Wahrsager und Frontone rufen. Als der Wahrsager auftritt und dem Thronfolger Unheilvolles prophezeit, ist Torrismondo gereizt und schenkt Torrismondo keinen Glauben. Von Frontone hingegen erfährt Torrismondo, dass dessen Schwester versteckt und schließlich fortgeschickt wurde, da man ihrem Vater prophezeit habe, dass Torrismondo sterben und das Reich untergehen würde, wenn sie die Volljährigkeit erreicht habe. Torrismondos leibliche Schwester wurde jedoch nicht, wie von Torrismondos Vater verfügt, nach Dakien (heute in etwa Rumänien) gebracht, da das Schiff auf dem Frontone mit ihr die Reise angetreten ist, von den Norwegern gekapert wurde. Die Flotte der Norweger wurde wiederum von den Goten überfallen. Während das Schiff, auf dem sich Frontone befunden hat, von den Goten gekapert wurde, konnte das Schiff, auf dem sich die Schwester Torrismondos befand, den Goten entfliehen. Der Kapitän des Schiffes auf dem sich Frontone befand, nannte sich Aldano, der auf dem Schiff von Torrismondos Schwester Araldo. Nach den Ausführungen Frontones begibt es sich, dass ein Bote im Schloss Torrismondos eintrifft, diesen von dem Tod Araldo benachrichtigt, Alvida, d. h. letztlich Torrismondo zu seinem Nachfolger ernennt. Frontone erkennt in dem Boten einen der Entführer der leiblichen Schwester Torrismondos. Vom Boten erfährt Torrismondo, dass Alvida von Araldo adoptiert worden ist, da dessen Tochter kurz vorher gestorben war und ihn die Adoption Rosmondas über den Tod seiner Tochter hinwegtrösten sollte. Rosmonda wurde deshalb auf den Namen seiner Tochter, Alvida, umgetauft. Torrismondo ist ob dieser Nachricht entsetzt. Um Zeit zu gewinnen, erklärt er gegenüber Germondo, dass die Hochzeit aufgrund des Todes von Alvidas Vater verschoben werden müsse. Torrismondo gibt nun zu verstehen, dass er Germondo Alvida nun doch zur Frau geben möchte. Außerdem möchte Torrismondo Germondo Norwegen schenken. Er hat das Gefühl, dass er auch sein Land und sein Leben für ihn hingeben müsste.

#### Chor (2715–2779)
Der Chor fragt sich, welche schlechte Überraschung der Himmel, d. h. die Sterne bereithielten. Die unbesiegte Seele bzw. das unbesiegbare Gemüt solle sich den Sternen nicht beugen. Es wird die Tüchtigkeit gelobt, die das Schicksal bezwingen könne. Der Norden wird für seine Tüchtigkeit gelobt, die keine Wetterunbilden oder Felsklippen (beides auf die Schifffahrtskultur des Nordens bezogen) beugen könnten. Die Tüchtigkeit kenne keinen Widerstand. Sie sei wie ein Schiff, dem sich die Berge öffneten, damit es diese passieren könne. Schließlich würden durch die Tüchtigkeit der Seefahrer der Neuzeit selbst die Argonauten in den Schatten gestellt. Die Tüchtigkeit würde sogar in die Hölle hinabsteigen und schließlich in den Himmel, in ihre Heimat, zurückkehren.

### Fünfter Akt

#### Szene 1–6 (2012–3319)
- Alvida ist verzweifelt, da ihr Vater gestorben ist und Torrismondo sie nun als Schwester bezeichnet. Sie glaubt, Torrismondo weise sie ab, da er nun in den Besitz Norwegens gekommen sei. Stattdessen möchte Torrismondo sie nun mit Germondo verheiraten. In ihrer Verzweiflung denkt Alvida schließlich laut darüber nach, sich das Leben zu nehmen. Die Amme versucht sie zu beruhigen, jedoch vergeblich.
- Torrismondos Mutter freut sich, nichts von den Wirren ahnend, die sich in ihrem Palast ereignet haben auf die Hochzeit und beklagt, dass ihr verstorbener Ehemann diese nicht mehr miterleben könne.
- Rosmondo beabsichtigt entweder Gott durch ihr Gelübde oder durch ihren Selbstmord genüge zu tun und zu ihm zu kommen.
- Ein Kammerdiener gibt in seinem Klagegeschrei der Menge bekannt, dass sich Alvida das Leben genommen hat, da sie Germondo nicht habe heiraten wollen. Als Alvida sich schon tödlich mit dem Messer verletzt habe, habe Torrismondo sie aufgefunden. Alvida habe ihm gesagt, dass sie sich das Leben habe nehmen wollen, da Torrismondo sie nicht mehr liebe und er sie obendrein mit einem anderen habe verheiraten wollen. Torrismondo habe ihr erneut erzählt, dass er ihr leiblicher Bruder sei. Diesmal habe sie ihm geglaubt, doch es sei inzwischen zu spät gewesen, um das Leben Alvidas zu retten. Torrismondo habe Alvida noch einen letzten Kuss gegeben. Daraufhin sei sie in seinen Armen verstorben. Daraufhin habe Torrismondo einen Brief abgefasst und dem Kammerdiener aufgetragen diesen Germondo zu übergeben. Schließlich habe sich Torrismondo ein Messer in die Brust gebohrt.
- Germondo hört von seinem Fenster aus das Klagegeschrei auf den Straßen und ahnt nichts Gutes als der Kammerdiener herbeieilt diesem den Abschiedsbrief Torrismondos übergibt. In dem Brief begründet Torrismondo seinen Selbstmord damit, dass er sich schwer gegen Germondo vergangen habe, da er ihm nicht einmal seine Schwester zur Gemahlin habe machen könne, da diese sich das Leben genommen habe. Germondo bleibe niemand weiter als Torrismondos Mutter. Torrismondo überlässt Germondo all sein Hab und Gut und bittet ihn, sich um seine Mutter zu kümmern, damit diese nicht infolge seines Todes Not leiden müsse. Der Kammerdiener erklärt zusätzlich, dass Torrismondo sich das Leben genommen habe, weil er begriffen habe, dass Alvida seine Schwester sei und er auf diese Weise seine Schuld habe tilgen wollen.
- Vom Kammerdiener erfährt nun auch die Königin, dass Rosmonda nicht ihre leibliche Tochter ist, sondern Alvida, und dass Alvida vom norwegischen König großgezogen wurde. Die Königin droht ob der schrecklichen Nachricht vom Tod Torrismondos und Alvidas wahnsinnig zu werden. Germondo verspricht ihr, sie bis ans Ende ihres Lebens zu beschützen und für sie zu sorgen. Rosmonda wiederum bereut durch die Preisgabe ihrer wahren Identität das Reich der Goten in Unheil gestürzt zu haben. Sie wünscht sich als Kleinkind gestorben zu sein. Nun möchte sie sich der Königin als Tochter anbieten. Germondo erklärt, dass er sich nicht das Leben nimmt, da er es als seine Pflicht ansieht, für die Mutter Torrismondos zu sorgen.

#### Chor (3320–3340)
Der Chor beklagt die Kürze des Bestands und des Ruhms eines Reiches. Auf den Sieg folge die Trauer. Selbst Liebe und Freundschaft könnten keine Abhilfe leisten.

### Unterschiede zwischenIl Re TorrismondoundGalealto Re di Norvegia(Auswahl)
- Torrismondo heißt Galealto und ist nicht König der Goten, sondern der Norweger.
- Alvida ist nicht Tochter des norwegischen, sondern des schwedischen Königs.
- Germondo heißt Torindo und ist der König der Goten.
- Der Bote, der Torrismondo bzw. Galealto die Nachricht von der Ankunft Germondos bzw. Torindos bringt, ist hier ein einfacher Fremder.
- Szene 1 des ersten Akts besteht statt 202 aus 195 Versen.
- Szene 2 des ersten Akts, d. h. der auf das Gespräch zwischen Alvida und ihrer Amme folgende Monolog der Amme fehlt. Die Szene 2 des ersten Aktes beginnt stattdessen mit der Handlung der Szene 3 des ersten Aktes.
- Während in Il Re Torrismondo das Gespräch zwischen Torrismondo und seinem Berater in der Szene 3 des ersten Aktes die letzte Szene des ersten Aktes darstellt, ist in Galealto Re di Norvegia die Ankündigung der Ankunft Torindos bzw. Germondos, die in Il Re Torrismondo erst in der ersten Szene des zweiten Akts stattfindet, Teil des ersten Akts (Szene 3).
- Der Monolog Torrismondos bzw. Galealtos, der der Überbringung der Nachricht von der Ankunft Germondos bzw. Torindos erfolgt, gehört in Il Re Torrismondo im Gegensatz zu Galealto Re di Norvegia (Szene 4 des ersten Aktes) zum zweiten Akt (Szene 2 des zweiten Aktes).
- Der Chor des ersten Aktes fehlt.
- Szene 3 des zweiten Aktes in Il Re Torrismondo entspricht Szene 1 des zweiten Aktes in Galealto Re di Norvegia.
- Das Fragment Galealto Re di Norvegia bricht am Ende von Szene 2 des zweiten Aktes ab, die der Szene 4 des zweiten Aktes von Il Re Torrismondo entspricht.

## Personen
- Nutrice (Amme)
- Alvida
- Torrismondo Re de’ Goti (Torrismondo, König der Goten)
- Consigliero (Berater)
- Coro  (Chor)
- Messaggiero primo (Erster Bote)
- Rosmonda
- Regina madre (Mutter Königin)
- Germondo Re di Suezia (Germondo, König Schwedens)
- Cameriera (Kammerdienerin)
- Indovino (Wahrsager)
- Frontone
- Messaggiero secondo (Zweiter Bote)
- Cameriero (Kammerdiener)

## Literarische Einflüsse
- Sophokles’ Oidipous tyrannos (ca. 429–425 v. Chr.)
- Vergils Georgica (37–29 v. Chr.), Aeneis (~ 29–19 v. Chr.): die Entjungferung Alvidas durch Torrismondo in einer Sturmnacht erinnert an die Liebesnacht zwischen Dido und Aeneas während eines Sturm (vgl. Aeneis, IV, 160–168)[1]
- Senecas Troades
- Saxo Grammaticus’ Gesta Danorum (ca. 1200)
- Dantes Commedia (1307–21, Erstdruck 1472)
- Petrarcas Trionfi (1356–74), Canzoniere  (Erstdruck 1470)
- Angelo Polizianos Stanze (1475–78)
- Ariostos Orlando furioso (1516/1532)
- Olaus Magnus’ Historia de gentibus septentrionalibus (1554)
- Johannes Magnus’ Gothorum sueborumque historia (1558)

## Weitere Informationen
- Die in der Zueignung erwähnte Läuterung des Fürsten durch die Tragödie ist wie auch die Einschätzung, dass die Tragödie alle anderen Gattungen überrage der Poetik
- Dass Germondo nahegelegt wird, Rosmonda statt Alvidia zu heiraten (vgl. Szene 2 des zweiten Aktes), erinnert an Aretinos Lo Ipocrito (1542), wo Tranquillo nahegelegt wird, statt Tansilla Angizia zu heiraten (vgl. Szene 13 des vierten Aktes, Szene 8 und 9 des fünften Aktes) und wo Prelio Sveva statt Porfiria heiraten soll (vgl. Szene 9, 14 und 20 des fünften Aktes).
- Wie in Szene 4 des zweiten Aktes von Il Re Torrismondo ist das Für und Wider der Ehe in Aretinos Il Marescalco (1533) Hauptgegenstand.
- Das vom Chor am Ende des zweiten Aktes besungene goldene Zeitalter, das gegenüber der Gegenwart weniger restriktiv gewesen sein soll, erinnert an den Chorgesang am Ende des ersten Aktes von Aminta (1573).
- Als Vorbild für Alvida diente die Sagengestalt Awilda (Alfhild).

### Textausgabe
- Torquato Tasso: Il Re Torrismondo. In: ders.: Teatro. Garzanti, Mailand 1983.